# KIRIKO/HIKO sound
KIRIKO/HIKO sound是日本的音樂團體，主要以18禁遊戲的背景音樂及主題曲為主。

## 成員
- KIRIKO - 歌唱、作詞、作曲
- HIKO - 作詞、作曲、編曲、效果音製作

在官方站台上兩個人都列有作詞與作曲，實際上作詞主要是KIRIKO在負責，作曲主要是HIKO負責。

## 主要參與作品
- School Days（參與遊戲版。電視動畫版本則是由大久保薰負責）
- Summer Days
- Cross Days
- 宵待姫〜大正淫猥吸血姫譚〜
- H研究会
- さくら日和
- 僕は子羊?!

## 外部連結
- （日語） KIRIKO/HIKO Sound （页面存档备份，存于），官方站台。